# Tudivasum spinosum
Tudivasum spinosum is een slakkensoort uit de familie van de Turbinellidae. De wetenschappelijke naam van de soort is voor het eerst geldig gepubliceerd in 1864 door H. & A. Adams.